# Winona Lake (Indiana)
Winona Lake es un pueblo ubicado en el condado de Kosciusko en el estado estadounidense de Indiana. En el Censo de 2010 tenía una población de 4908 habitantes y una densidad poblacional de 582,54 personas por km².

## Geografía
Winona Lake se encuentra ubicado en las coordenadas 41°13′1″N 85°48′46″O / 41.21694, -85.81278. Según la Oficina del Censo de los Estados Unidos, Winona Lake tiene una superficie total de 8.43 km², de la cual 7.16 km² corresponden a tierra firme y (15.06%) 1.27 km² es agua.

## Demografía
Según el censo de 2010, había 4908 personas residiendo en Winona Lake. La densidad de población era de 582,54 hab./km². De los 4908 habitantes, Winona Lake estaba compuesto por el 92.16% blancos, el 1.51% eran afroamericanos, el 0.12% eran amerindios, el 1.02% eran asiáticos, el 0.02% eran isleños del Pacífico, el 3.99% eran de otras razas y el 1.18% pertenecían a dos o más razas. Del total de la población el 7.44% eran hispanos o latinos de cualquier raza.